# Funkelperlenaugen
Funkelperlenaugen ist ein Lied der deutschen Popband Pur aus dem Jahr 1988.

## Entstehung und Veröffentlichung
Geschrieben wurde das Lied gemeinsam von den Pur-Mitgliedern Hartmut Engler und Ingo Reidl. Für die Produktion zeichnete Ferdinand Förster verantwortlich.
Die Erstveröffentlichung von Funkelperlenaugen erfolgte als Single im April 1988 bei Intercord. Diese erschien als 7"-Single mit der B-Seite D-Mark (Katalognummer: 110.261). Am 1. Juni 1988 erschien das Lied als Teil von Purs vierten Studioalbum Wie im Film (Katalognummer: 845 108), dessen erste Singleauskopplung es ist.
2022 nahm die Band den Titel für deren Studioalbum Persönlich (Katalognummer: Music Pur 426031697120) mit der US-amerikanischen A-cappella-Gruppe Naturally 7 erneut auf.

## Inhalt
Im Liedtext beschreibt das lyrische Ich die Kraft und Bedeutung der „Funkelperlenaugen“ seines Gegenübers und impliziert, dass sie viel effektiver kommunizieren und heilen können als jeder verbale oder intellektuelle Austausch.

„Du blitzt mich an mit deinen Funkelperlenaugen.

Das tut so gut, da ist so viel für mich drin.

Das hilft viel besser als jedes Reden, jedes Denken.

Nur noch Fühlen, nur noch Spüren macht jetzt Sinn.“

## Coverversionen
- Am 16. Juni 2015 interpretierte Andreas Bourani Funkelperlenaugen in der zweiten Staffel von Sing meinen Song – Das Tauschkonzert.[4]